# Aaron Michael Butts

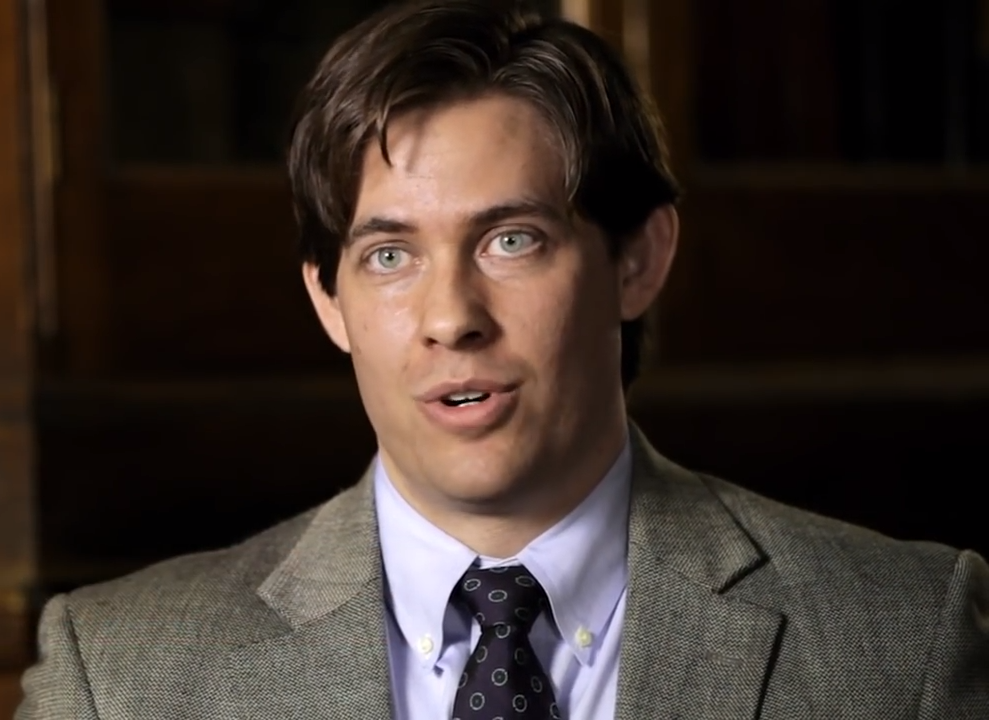
Aaron Michael Butts (2016)

Aaron Michael Butts (* 1981) ist ein US-amerikanischer Semitist.

## Leben
Er erwarb 2002 an der Howard Payne University den Bachelor of Arts in Christlichen Studien (Nebenfach Mathematik), 2005 an der Duke Divinity School den Master of Theological Studies, 2007 an der University of Chicago den Master of Arts in Sprachen und Zivilisationen des Nahen Ostens und 2013 an der University of Chicago, Chicago den Ph.D. in Sprachen und Zivilisationen des Nahen Ostens. 2022 nahm er den Ruf der Universität Hamburg auf die W3-Professur für Semitistik an. Er lehrte am Department of Semitic and Egyptian Languages and Literatures der Catholic University of America (2014–2019 Assistant Professor, seit 2019 Associate Professor (with tenure)).

## Schriften (Auswahl)
- Language change in the wake of empire. Syriac in its Greco-Roman context. Winona Lake 2016, ISBN 1-57506-421-9.
- mit Kristian S. Heal und Sebastian P. Brock: Clavis to the metrical homilies of Narsai. Leuven 2021, ISBN 978-90-429-4235-6.
- Ethiopic paradigms. A Summary of Classical Ethiopic (Ge'ez) Morphology. Leuven 2022, ISBN 978-90-429-4486-2.